# La moglie del poliziotto
La moglie del poliziotto (Die Frau des Polizisten) è un film del 2013 prodotto in Germania e diretto da Philip Gröning.
Il film è stato presentato in concorso alla 70ª Mostra internazionale d'arte cinematografica di Venezia, dove ha ricevuto il Premio speciale della giuria.

## Trama
Uwe è un poliziotto che tratta molto male sua moglie Christine, molto premurosa nei confronti della figlia Clara. Uwe sembra geloso del rapporto che tiene unite sua moglie e sua figlia e boicotta questa relazione in modo violento. Christine prova a resistere, ma i giorni passano e lei continua a odiare e amare il padre della sua Clara.